# Henry Rono
Henry Rono (Nandi Hills, 12 febbraio 1952 – Nairobi, 15 febbraio 2024) è stato un mezzofondista e siepista keniota.

## Biografia
Henry Rono nacque a Nandi Hills, nella Contea di Nandi, il 12 febbraio 1952.
Iniziò l'attività agonistica nel 1971 e, dopo essersi allenato da solo per molto tempo, partì nel 1976 per gli Stati Uniti d'America dove si iscrisse all'università di Seattle. Grazie all'allenatore John Chaplin nel 1978 riuscì a stabilire quattro record mondiali in 81 giorni, quello dei 5000 metri piani (13'8"4) ad aprile a Berkeley, quello dei 3000 metri siepi (8'05"4) a maggio a Seattle, quello dei 10000 metri piani (27'22"5) a Vienna e quello dei 3000 metri piani (7'32"1) a giugno ad Oslo.
Nello stesso anno vinse i Giochi panafricani di Algeri nelle specialità dei 10000 m piani e 3000 m siepi e i Giochi del Commonwealth di Edmonton nei 5000 m piani e 3000 m siepi; a causa del boicottaggio del suo Paese, non gli fu possibile prendere parte ai Giochi olimpici di Mosca 1980.
Morì a Nairobi il 15 febbraio 2024 all'età di 72 anni.

## Palmarès
| Anno | Manifestazione          | Sede     | Evento        | Risultato | Prestazione | Note |
| ---- | ----------------------- | -------- | ------------- | --------- | ----------- | ---- |
| 1978 | Giochi panafricani      | Algeri   | 10000 m piani | Oro       | 27'58"90    |      |
| 1978 | Giochi panafricani      | Algeri   | 3000 m siepi  | Oro       | 8'15"82     |      |
| 1978 | Giochi del Commonwealth | Edmonton | 5000 m piani  | Oro       | 13'23"04    |      |
| 1978 | Giochi del Commonwealth | Edmonton | 3000 m siepi  | Oro       | 8'26"54     |      |

## Altre competizioni internazionali
1977
- 5º al Weltklasse Zürich ( Zurigo), 5000 m piani - 13'22"18
- 4º alla San Blas Half Marathon ( Coamo) - 1h04'56"

1978
- Oro ai Bislett Games ( Oslo), 3000 m piani - 7'32"1
- Oro alla Weltklasse Zürich ( Zurigo), 5000 m piani - 13'16"12
- Oro alla San Blas Half Marathon ( Coamo) - 1h04'46"

1979
- Argento ai Bislett Games ( Oslo), 5000 m piani - 13'20"38
- 7º all'Athletissima ( Losanna), 3000 m piani - 7'45"49
- 7º al Bauhaus-Galan ( Stoccolma), 3000 m siepi - 8'45"64

1980
- 5º al Bauhaus-Galan ( Stoccolma), 5000 m piani - 13'23"37
- Oro alla Phoenix 10 km ( Phoenix) - 28'44"

1981
- Oro al Memorial Van Damme ( Bruxelles), 10000 m piani - 27'40"78

1982
- 4º ai Bislett Games ( Oslo), 10000 m piani - 27'28"67
- Oro al Bauhaus-Galan ( Stoccolma), 5000 m piani - 13'08"97
- 7º al Weltklasse Zürich ( Zurigo), 5000 m piani - 13'16"14
- 6º all'Athletissima ( Losanna), 5000 m piani - 13'20"60
- Argento all'ISTAF Berlin ( Berlino), 3000 m piani - 7'47"23

1986
- 26º alla Maratona di Chicago ( Chicago) - 2h19'12"
- 50º alla Mezza maratona di Philadelphia ( Filadelfia) - 1h07'09"

1987
- 25º alla Mezza maratona di New Bedford ( New Bedford) - 1h10'09"

1988
- 20º alla Trevira Twosome ( New York), 10 miglia - 57'01"

1990
- 23º alla Mezza maratona di Albuquerque ( Albuquerque) - 1h14'11"

1991
- Oro alla Mezza maratona di Austin ( Austin) - 1h04'53"
- 10º alla Trevira Twosome ( New York), 10 miglia - 51'10"

1992
- 30º alla Carlsbad 5000 ( Carlsbad), 5 km - 15'18"

## Riconoscimenti
- Sportivo mondiale dell'anno de La Gazzetta dello Sport (1978)

## Opere
- Olimpic dream, autobiografia.